# 中の浦海水浴場
中の浦海水浴場（なかのうらかいすいよくじょう、中の浦海岸、Nakanoura-beach）は、東京都新島村式根島の西部に位置する海水浴場である。

## 概要
扇形のリアス海岸で、泊海水浴場と比べ水深が4 - 8メートルと深いため、ダイビングをする観光客が多い。亜熱帯気候のため、サンゴが多くみられる。また、岩場に囲まれた地形のため、波が穏やかで、サンゴが多いことからカンパチやルリスズメダイなどの様々な種類の魚を見ることができる。

## 設備
- トイレ
- 水シャワー
- 脱衣所
- 売店（夏期のみ）
- 駐車場
- ライフガード（夏期のみ）

## 周辺の施設
- 大浦海水浴場 - 島に5つある海水浴場のうちの一つで、大浦の馬の首と呼ばれる奇岩がある。
- 神引展望台 - 透き通った海と入り組んだ海岸を一望することができる展望台。新東京百景にも選ばれている。

## アクセス
- 野伏港から徒歩約20分
- 式根島港から徒歩約30分